# Frederic René Coudert junior

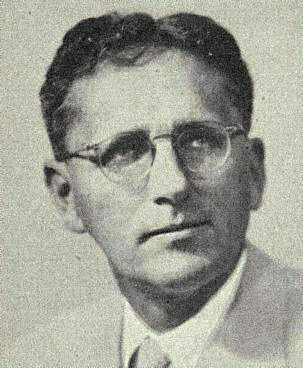
Frederic René Coudert junior

Frederic René Coudert junior (* 7. Mai 1898 in New York City; † 21. Mai 1972 ebenda) war ein US-amerikanischer Jurist und Politiker. Zwischen 1947 und 1959 vertrat er den Bundesstaat New York im US-Repräsentantenhaus.

## Werdegang
Frederic René Coudert junior wurde während des Spanisch-Amerikanischen Krieges in New York City geboren und wuchs dort auf. Er besuchte die Browning School und die Morristown School. Coudert graduierte 1918 an der Columbia University und 1922 an deren Law School. Während des Ersten Weltkrieges kämpfte er als First Lieutenant in der 105. US-Infanterie der 27. Division, wo er 1917 und 1918 in Übersee diente. Seine Zulassung als Anwalt erhielt er 1923 und begann dann in New York City zu praktizieren. Dann war er in den Jahren 1924 und 1925 als Assistant United States Attorney für den südlichen Distrikt von New York tätig. Politisch gehörte er der Republikanischen Partei an. 1929 kandidierte er erfolglos für den Posten des Bezirksstaatsanwalts im New York County. Als Delegierter nahm er zwischen 1930 und 1948 an den Republican State Conventions teil und zwischen 1936 und 1948 an den Republican National Conventions. Daneben saß er zwischen 1939 und 1946 im Senat von New York.
Bei den Kongresswahlen des Jahres 1946 für den 80. Kongress wurde Coudert im 17. Wahlbezirk von New York in das US-Repräsentantenhaus in Washington, D.C. gewählt, wo er am 4. Januar 1947 die Nachfolge von Joseph C. Baldwin antrat. Er wurde fünf Mal in Folge wiedergewählt. Da er auf eine erneute Kandidatur im Jahr 1958 verrichtete, schied er nach dem 3. Januar 1959 aus dem Kongress aus.
Nach seiner Kongresszeit ging er in New York City wieder seiner Tätigkeit als Anwalt nach. Zwischen 1959 und 1961 war er Mitglied in der State Commission on Governmental Operations in New York City. Wegen seines schlechten Gesundheitszustandes gab er seine Tätigkeit als Anwalt auf. Am 21. Mai 1972 verstarb er in New York City und wurde dann auf dem Memorial Cemetery in Cold Spring Harbor beigesetzt.